# Antonín Venc
Antonín Venc (14. května 1902 Brno – 12. října 1960 Brno) byl český duchovní, farář Českobratrské církve evangelické.
Narodil se v Brně, jeho otec byl obuvníkem pocházejícím z Českomoravské vrchoviny. V roce 1920 maturoval s vyznamenáním na II. českém státním gymnáziu v Brně a ve stejném roce nastoupil na Husovu evangelickou bohosloveckou fakultu v Praze. Po dvou semestrech studium přerušil a dal se do služeb Armády spásy. Zde se seznámil se svou manželkou Huldou, která tam působila zvláště v sociální oblasti. Po čtyřech letech, včetně absolvování vojenské služby v československé armádě, se vrátil na bohosloveckou fakultu, kterou ukončil v roce 1928.
Již jako student bohosloví sloužil v někdejší evangelické kazatelské stanici v Praze-Břevnově. Po dokončení studií byl zvolen vikářem a po roce farářem v Liptále. V září 1930 byl zvolen za prvního faráře nově ustaveného evangelického sboru Brno-Židenice. K tomuto sboru patřily tehdy kazatelské stanice v Husovicích a v Blansku.
Měl silné sociální cítění a byl nebojácný. Příkladem je, že i přes přísný zákaz synodní rady z 10. prosince 1938 pokřtil šest dospělých Židů pro jejich možnou záchranu.
V roce 2005 jmenován čestným občanem městské části Brno-Židenice.

## Farářské působení
- Dne 17. srpna 1928 až 15. listopadu 1930 – Liptál[3]
- 16. listopadu 1930 až 12. října 1960 – Brno-Židenice[3]